# 翼 (つんく♂の曲)
翼（つばさ）はつんく♂の配信限定シングル。

## 内容
セルフカバーを除く完全オリジナルのソロ楽曲ではアルバム『タイプ2』収録曲「FOREVER～あなたに会いたい～」「愛エピローグ」以来、約5年ぶりとなる。つんく♂は本作について、「これから羽ばたいていく皆さまに捧げます。全ての愛する人へのメッセージを受け取って下さい」とコメントしており、ピアノとストリングスだけを構成した夢を持つ人へ贈るための壮大なバラードに仕上がっている。後に、同年の12月29日にリリースのシングル「To You」のカップリングにて、CD化された。

## 批評
℃-uteのメンバーからは感想を述べている鈴木愛理は「とても心温まる曲」「いつも見守ってるよと言う感じがとても伝わってきます」と、同じく℃-uteの岡井千聖は「将来、自分が結婚して子供が産まれたらこんな気持ちになるのかな?なんて、そんな事を思いながら聞かせていただきました」と評した。
また、モーニング娘。の新垣里沙は「待ってましたって感じ」「皆さんもぜひ聞いてほしい」とコメントしている。

## 収録曲
1. 翼
作詞・作曲：つんく　編曲：上杉洋史